# Journal of Nuclear Materials
Journal of Nuclear Materials (abrégé en J. Nucl. Mater.) est une revue scientifique à comité de lecture. Ce mensuel publie des articles de recherches ainsi que des articles de revue dans le domaine des matériaux appliqués au nucléaire.
D'après le Journal Citation Reports, le facteur d'impact de ce journal était de 1,211 en 2012. Actuellement, la direction de publication est assurée par M. Griffiths, L. K. Mansur, T. Muroga, T. Ogawa, R.E. Stoller et L. Werme.